# 九節木瘤節蜱
九節木瘤節蜱（学名：Aceria rubrae）为節蜱科瘤節蜱屬下的一个种。